# フランケンシュタイン (曲)
「フランケンシュタイン」（Frankenstein）は、エドガー・ウィンター・グループが1972年に発表したインストゥルメンタル。翌年シングルカットされ全米チャート1位を記録した。

## 概要
1972年11月発売のアルバム『ゼイ・オンリー・カム・アウト・アット・ナイト』に収録された。
アルバム唯一のインストゥルメンタル曲である「フランケンシュタイン」は元々アルバムに収録される予定はなく、土壇場でB面の最後に収まった曲であった。そのため翌1973年1月10日にシングルカットされた際も「ハンギング・アラウンド」のB面曲であった。しかし、ラジオのディスクジョッキーに対してB面をかけろという電話が殺到したことにより、2月21日、「アンダーカヴァー・マン」をB面にして再発された。
同年5月26日付のビルボード・Hot 100で1位を記録した。またカナダのRPM 100 で1位を、全英シングルチャートで18位を記録し、ゴールドディスクに輝いた。本作品の人気の効果もあり、アルバム『ゼイ・オンリー・カム・アウト・アット・ナイト』もBillboard 200チャートで3位を記録する大ヒットとなった。
チャック・ラフとエドガー・ウィンターのダブル・ドラム・ソロがあるため、本作品はレコードになるまではしばらく「ダブル・ドラム・ソング」と呼ばれていた。また、発売よりさかのぼること2年前、1970年にロイヤル・アルバート・ホール行われた兄のジョニー・ウィンターのコンサートで「フランケンシュタイン」はすでに演奏されている。エドガーも参加したこの音源は現在、ジョニー・ウィンターの『セカンド・ウィンター』のレガシー・エディション盤で聴くことができる。
シングルがヒットした当時グループはいくつかのテレビ番組で本作品を演奏したが、プロデューサーを務めたリック・デリンジャーがロニー・モントローズの代わりにギターを担当した映像が残っている。

## 演奏者
- エドガー・ウィンター - ARP 2600シンセサイザー、サックス、ドラムス
- ロニー・モントローズ - ギター
- ダン・ハートマン - ベース
- チャック・ラフ - ドラムス

## カヴァー
- オーヴァーキル - アルバム『ホロスコープ』（1991年）に収録[7]。
- デレク・シェリニアン - アルバム『イナーシャ』（2001年）に収録[8]。
- 布袋寅泰 - カヴァー・アルバム『MODERN TIMES ROCK'N'ROLL』（2009年）に収録[9]。
- Generation Axe - アルバム『The Guitars That Destroyed the World (Live In China)』（2019年）に収録